# Idioma hote
Hote (Ho'tei), también conocido como Malê, es una lengua oceánica de la provincia de Morobe, Papúa Nueva Guinea.